# Affair of Honor
Affair of Honor er en amerikansk stumfilm fra 1901.